# Я не та
Я не та — четвертий радіо-сингл гурту Lama з альбому Світло і тінь. У 2009 році пісня посідала друге місце у рейтингу «ФДР Топ 40». За словами Наталі Дзеньків ця пісня описує її духовні та творчі зміни.
|   | «Зміна виявляється саме в розвитку. В розвитку духовному, також в творчому. І навіть у нашому кліпі на цю пісню буде показана моя зміна зовнішня, моя творча зміна. Там будуть кадри з мого колишнього проекту «Магія» і теперішні кадри з наших живих концертів. Тобто це дуже велика різниця» |
| — | |

## Відеокліп
Відео було відзняте у 2008–2009 роках та презентовано 15 березня 2009 року. Відео показує виступ гурту Lama на концертах у Івано-Франківську, Києві, Херсоні, та інших містах. Окрім концертних виступів показано зображення з дитинства співачки та уривки з відео, як учасниці колективу «Магія».